# Charles Gore
Charles Gore, född 22 januari 1853, död 17 januari 1932, var en brittisk teolog och biskop i Engelska kyrkan.
Gore var biskop i Worcester stift från 1902, i Birminghams stift 1905 och i Oxfords stift 1911-19. Gore var den ledande personligheten inom anglo-katolicismens mera "liberala" fraktion. Som utgivare av samlingsverket Lux mundi (1890) framförde han en historisk uppfattning av bibeln. Hans sociala intressen var starkt framträdande, Gore var en kristen socialist, och han var på sin tid en av Storbritanniens mest kända predikanter.
Bland Gores skrifter märks The church and the ministry (1889), God in Christ (1922, svensk översättning Tankar och fragment 1924), Anglo-Catholic movement today (1925) samt Christ and society (1928). Gore var utgivare av A new commentary on Holy scripture (1928-).